# Игуманија Варвара (Миленовић)
Варвара (световно Даница Миленовић; Радовци код Алексинца, 30. август 1910 — Манастир Љубостиња, 21. мај 1995) била је истакнута игуманија Српске православне цркве и старешина Манастира Љубостиња.

## Биографија
Игуманија Варвара световно Даница Миленовић рођена је 30. августа 1910. године у селу Радовци код Алексинца. Отац Благоје, ковач, погинуо је у Првом светском рату 1915. године, а мајка Јелена, шнајдерка остала је сама са двоје мале деце старијом Даницом и њеним млађим братом. Основно школу завршила је у свом родном месту. Као девојка од 18 година, Даница је 1928. године ступила у Богомољачки покрет, којим је руководио владика жички, тада административно охридско-битољски, Николај Велимировић.
Године 1930. добија од Владике благослов и долази као искушеница у Македонију, у манастир Рождества Пресвете Богородице у Калишту. За духовника у Калиштанском манастиру додељен им је архимандрит отац Рафаило. На Лазареву суботу 1934. године, владика Николај даје благослов оцу Рафаилу да Даница може да се замонаши и добила је име Варвара.
Оне ће толико узнапредовати да ће брзо ући у историју монаштва као изузетно вредне и способне како у организацији тако и у духовном животу и биће познате игуманије у српском женском монаштву. У манастир Јовање у Овчарско-кабларској клисури одлази 1935. године.
По благослову владике Николаја, 1938. године, одлази у Чачак у дечје хранилиште, где као јовањска сестра води бригу и старање о сиромашној деци, храни их, учи и васпитава. Почетком рата 1941. године прешла је у Манастир Љубостиња.
За настојатељицу манастира Љубостиње постављена је 1943. године, а 1949. године произведена је у игуманију од митрополита Јосифа. Као добар организатор, она је више од пола века руководила сестринством манастира Љубостиње.
Умрла је 21. маја 1995. године у 84-ој години.